# Stráž nad Ohří
Stráž nad Ohří é uma comuna checa localizada na região de Karlovy Vary, distrito de Karlovy Vary‎.